# 1995 GJ
1995 GJ é um objeto transnetuniano (TNO) que está localizado no cinturão de Kuiper, uma região do Sistema Solar. Este corpo celeste é classificado como um cubewano. Ele possui uma magnitude absoluta (H) de 7 e, tem um diâmetro estimado com cerca de 175 km, por isso é pouco provável que possa ser classificado como um planeta anão, devido ao seu tamanho relativamente pequeno. Com uma inclinação orbital de 22,9° pode ser o primeiro cubewano (KBO clássico) descoberto a ter uma inclinação maior do que 20 graus. A maioria dos cubewanos tem inclinações inferiores a 10 graus.

## Descoberta
1995 GJ foi descoberto no dia 03 de abril de 1995 por David C. Jewitt e J. Chen através do Observatório de Mauna Kea, localizado no Havaí.

## Características físicas e orbitais
A órbita de 1995 GJ tem uma excentricidade de 0.091 e possui um semieixo maior de 42.907 UA. O seu periélio leva o mesmo a uma distância de 39.006 UA em relação ao Sol e seu afélio a 46.808.
Usando a excentricidade assumida deste asteroide, 1995 GJ pode vir a oposição em meados de março de cada ano, ele possui uma magnitude aparente de 22,9 e, seu diâmetro foi estimado em cerca de 110–240 km. Infelizmente, este objeto foi observado apenas seis vezes ao longo das duas noites 03 e 04 de abril de 1995, de modo que a sua órbita é muito pouco conhecida, e estte asteroide está perdido.